# National Premier Leagues 2014
Die National Premier Leagues 2014 war die zweite Spielzeit der zweithöchsten australischen Fußballliga. Insgesamt nahmen 92 Mannschaften in dieser Saison an der NPL teil. Die Endrunde um die Meisterschaft begann am 20. September und wurde am 4. Oktober 2014 beendet.
Den NPL-Meistertitel sicherte sich North Eastern MetroStars durch einen 1:0-Erfolg im Finale gegen den Bonnyrigg White Eagles FC.

## NPL-Ligen
- National Premier League ACT 2014 mit 9 Mannschaften aus dem Verband Capital Football
- National Premier League NSW 2014 mit 12 Mannschaften aus dem Verband Football NSW
- National Premier League Northern NSW 2014 mit 10 Mannschaften aus dem Verband Northern NSW Football
- National Premier League Queensland 2014 mit 13 Mannschaften aus dem Verband Football Queensland
- National Premier League South Australia 2014 mit 14 Mannschaften aus dem Verband Football Federation South Australia
- National Premier League Tasmania 2014 mit 8 Mannschaften aus dem Verband Football Federation Tasmania
- National Premier League Victoria 2014 mit 14 Mannschaften aus dem Verband Football Federation Victoria
- National Premier League Western Australia 2014 mit 12 Mannschaften aus dem Verband Football West

## Endrunde
An der Endrunde um die Meisterschaft nahmen sieben regionale NPL-Premiershipsieger und der Ligazweite der NPL Northern NSW teil. Gesetzt wurden die Mannschaften nach geografischen Gegebenheiten. Gespielt wurde in drei einfachen K.-o.-Runde mit Viertel- und Halbfinale und schließlich dem Finale. Der Sieger qualifizierte sich für die erste Hauptrunde des FFA Cup 2015.

### Teilnehmer
Folgende Mannschaften qualifizierten sich sportlich für die Endrunde:
- Premiershipsieger der NPL ACT: Cooma FC
- Premiershipsieger der NPL NSW: Bonnyrigg White Eagles FC
- Ligazweiter der NPL Northern NSW: Weston Workers Bears FC
- Premiershipsieger der NPL Queensland: Palm Beach SC
- Premiershipsieger der NPL South Australia: North Eastern MetroStars
- Premiershipsieger der NPL Tasmania: South Hobart FC
- Premiershipsieger der NPL Victoria: South Melbourne FC
- Premiershipsieger der NPL Western Australia: Bayswater City SC

### Viertelfinale
| Datum      |                         | Ergebnis              |                           |
| ---------- | ----------------------- | --------------------- | ------------------------- |
| 20.09.2014 | Cooma FC                | 1:6                   | Bonnyrigg White Eagles FC |
| 20.09.2014 | Weston Workers Bears FC | 1:2                   | Palm Beach SC             |
| 20.09.2014 | South Hobart FC         | 0:1                   | South Melbourne FC        |
| 20.09.2014 | Bayswater City SC       | 0:0 n. V. (3:4 i. E.) | North Eastern MetroStars  |

### Halbfinale
| Datum      |                           | Ergebnis |                          |
| ---------- | ------------------------- | -------- | ------------------------ |
| 27.09.2014 | Bonnyrigg White Eagles FC | 1:0      | Palm Beach SC            |
| 28.09.2014 | South Melbourne FC        | 1:2      | North Eastern MetroStars |

### Finale
| Datum      |                           | Ergebnis |                          |
| ---------- | ------------------------- | -------- | ------------------------ |
| 04.10.2014 | Bonnyrigg White Eagles FC | 0:1      | North Eastern MetroStars |